# Tour de France 2017 – 10. etapa
Desátá etapa Tour de France 2017 se jela v úterý 11. července z Périgueux do Bergerac. Měřila 178 km. V etapě byly 2 horské prémie 4. kategorie. Počtvrté v ročníku ve spurtu zvítězil Marcel Kittel.

## Prémie
100,5. km  – Côte de Domme (4)
- 1. Elie Gesbert – 1

121. km  – Saint-Cyprien
- 1. Yoann Offredo – 20
- 2. Elie Gesbert – 17
- 3. André Greipel – 15
- 4. Marcel Kittel – 13
- 5. Alexander Kristoff – 11
- 6. Marco Haller – 10
- 7. Michael Matthews – 9
- 8. Sonny Colbrelli – 8
- 9. Nikias Arndt – 7
- 10. Fabio Sabatini – 6
- 11. Thomas de Gendt – 5
- 12. Zdeněk Štybar – 4
- 13. Mike Teunissen – 3
- 14. Roy Curvers – 2
- 15. Stefan Küng – 1

138,5. km  – Côte du Buisson-de-Cadouin (4)
- 1. Elie Gesbert – 1

## Pořadí

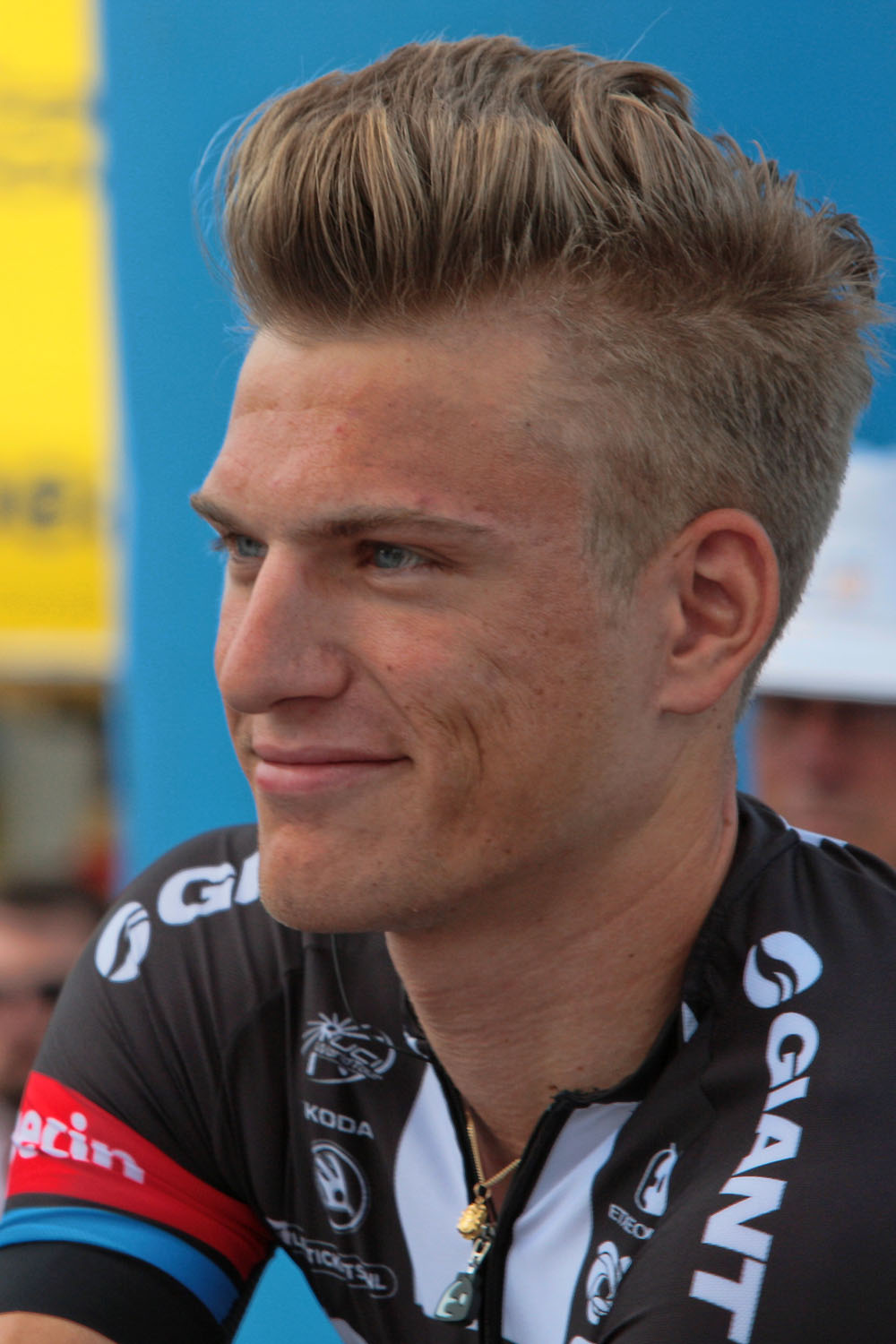
Marcel Kittel, vítěz etapy

| #    | Jméno                | Nár.               | Stáj              | Čas         |
| ---- | -------------------- | ------------------ | ----------------- | ----------- |
| 1.   | Marcel Kittel        | Německo            | Quick-Step Floors | 04h 01' 00" |
| 2.   | John Degenkolb       | Německo            | Trek-Segafredo    | + 0' 00"    |
| 3.   | Dylan Groenewegwen   | Nizozemsko         | LottoNL           | + 0' 00"    |
| 4.   | Rüdiger Selig        | Německo            | Bora-Hansgrohe    | + 0' 00"    |
| 5.   | Alexander Kristoff   | Norsko             | Kaťuša            | + 0' 00"    |
| 6.   | Nacer Bouhanni       | Francie            | Cofidis           | + 0' 00"    |
| 7.   | Daniel McLay         | Spojené království | Fortuneo-Oscaro   | + 0' 00"    |
| 8.   | Peter Vanspeybrouck  | Belgie             | Wanty             | + 0' 00"    |
| 9.   | Sonny Colbrelli      | Itálie             | Bahrain Merida    | + 0' 00"    |
| 10.  | Edvald Boasson Hagen | Norsko             | Dimension Data    | + 0' 00"    |
|      |                      |                    |                   |             |
| 74.  | Roman Kreuziger      | Česko              | Orica-Scott       | + 0' 00"    |
| 106. | Ondřej Cink          | Česko              | Bahrain Merida    | + 0' 00"    |
| 122. | Zdeněk Štybar        | Česko              | Quick-Step Floors | + 0' 00"    |

## Trikoty

### Celkové pořadí

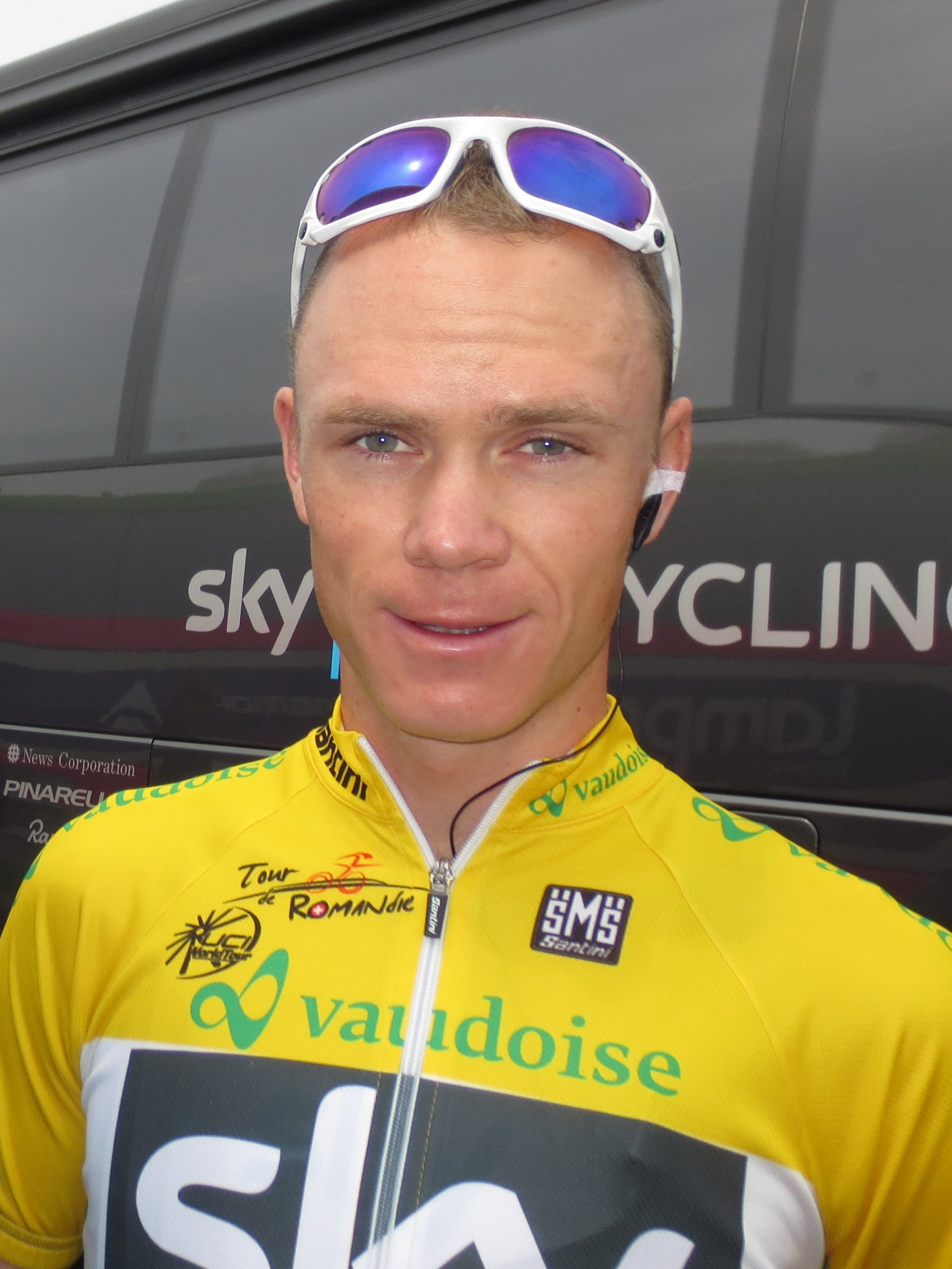
Chris Froome, lídr závodu

| #   | Jméno           | Nár.               | Stáj              | Čas         |
| --- | --------------- | ------------------ | ----------------- | ----------- |
| 1.  | Chris Froome    | Spojené království | Sky               | 38h 26' 28" |
| 2.  | Fabio Aru       | Itálie             | Astana            | + 0' 18"    |
| 3.  | Romain Bardet   | Francie            | AG2R              | + 0' 51"    |
| 4.  | Rigoberto Uran  | Kolumbie           | Cannondale        | + 0' 55"    |
| 5.  | Jakob Fuglsang  | Dánsko             | Astana            | + 1' 37"    |
| 6.  | Daniel Martin   | Irsko              | Quick-Step Floors | + 1' 44"    |
| 7.  | Simon Yates     | Spojené království | Orica-Scott       | + 2' 02"    |
| 8.  | Nairo Quintana  | Kolumbie           | Movistar          | + 2' 13"    |
| 9.  | Mikel Landa     | Španělsko          | Sky               | + 3' 06"    |
| 10. | George Bennett  | Nový Zéland        | LottoNL           | + 3' 53"    |
|     |                 |                    |                   |             |
| 25. | Roman Kreuziger | Česko              | Orica-Scott       | + 21' 06"   |
| 50. | Ondřej Cink     | Česko              | Bahrain Merida    | + 43' 22"   |
| 81. | Zdeněk Štybar   | Česko              | Ouick-Step Floors | + 59' 13"   |

### Bodovací závod

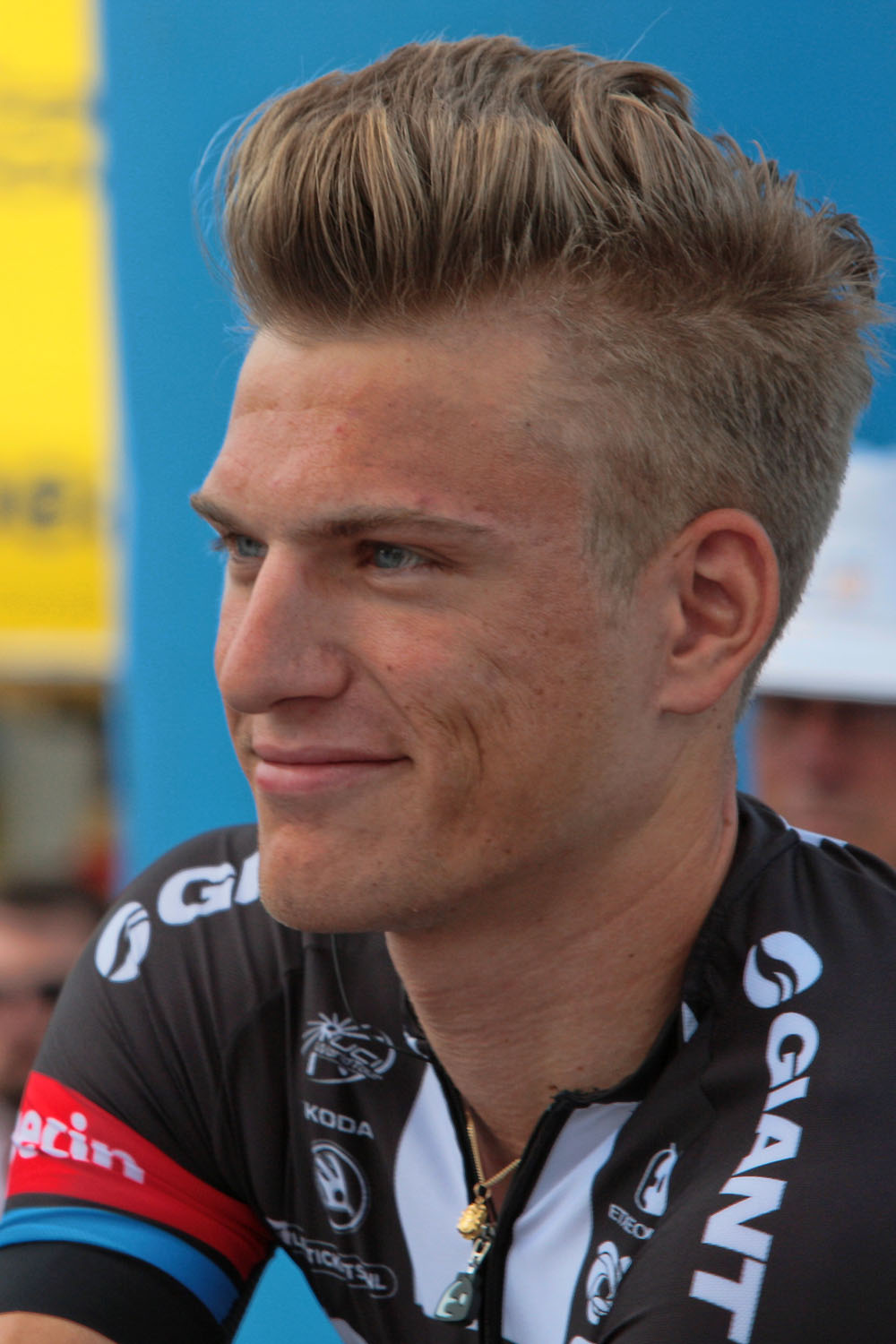
Marcel Kittel, lídr bodovacího závodu

| #   | Jméno                | Nár.               | Stáj              | Body |
| --- | -------------------- | ------------------ | ----------------- | ---- |
| 1.  | Marcel Kittel        | Německo            | Quick-Step Floors | 275  |
| 2.  | Michael Matthews     | Austrálie          | Sunweb            | 173  |
| 3.  | André Greipel        | Německo            | Lotto Soudal      | 150  |
| 4.  | Alexander Kristoff   | Norsko             | Kaťuša            | 140  |
| 5.  | Sonny Colbrelli      | Itálie             | Bahrain-Merida    | 89   |
| 6.  | Edvald Boasson Hagen | Norsko             | Dimension Data    | 73   |
| 7.  | Nacer Bouhanni       | Francie            | Cofidis           | 68   |
| 8.  | Dylan Groenewegen    | Irsko              | Quick-Step Floors | 64   |
| 9.  | Daniel Martin        | Itálie             | Astana            | 58   |
| 10. | John Degenkolb       | Spojené království | Sky               | 57   |
|     |                      |                    |                   |      |
| 32. | Zdeněk Štybar        | Česko              | Ouick-Step Floors | 21   |
| 44. | Roman Kreuziger      | Česko              | Orica-Scott       | 17   |
|     |                      |                    |                   |      |
| —   | Ondřej Cink          | Česko              | Bahrain Merida    | 0    |

### Vrchařský závod

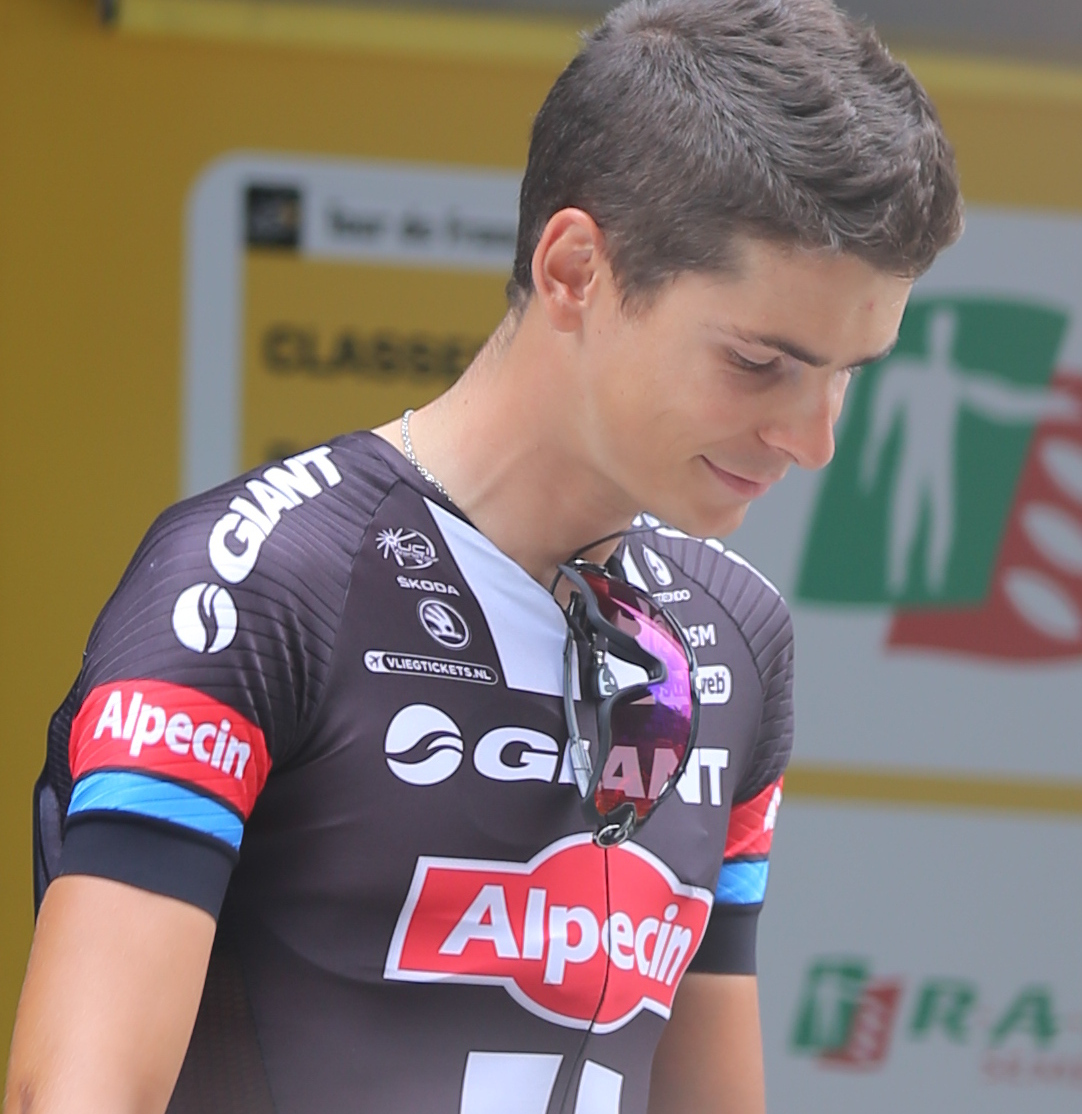
Warren Barguil, nejlepší vrchař

| #   | Jméno             | Nár.               | Stáj              | Body |
| --- | ----------------- | ------------------ | ----------------- | ---- |
| 1.  | Warren Barguil    | Francie            | Sunweb            | 60   |
| 2.  | Primož Roglič     | Slovinsko          | LottoNL           | 30   |
| 3.  | Alexis Vuillermoz | Francie            | AG2R              | 27   |
| 4.  | Daniel Martin     | Irsko              | Quick-Step Floors | 23   |
| 5.  | Bauke Mollema     | Nizozemsko         | Trek-Segafredo    | 18   |
| 6.  | Thibaut Pinot     | Francie            | FDJ               | 17   |
| 7.  | Chris Froome      | Spojené království | Sky               | 16   |
| 8.  | Tiesj Benoot      | Belgie             | Lotto Soudal      | 15   |
| 9.  | Fabio Aru         | Itálie             | Astana            | 14   |
| 10. | Jakob Fuglsang    | Dánsko             | Astana            | 12   |
|     |                   |                    |                   |      |
| —   | Zdeněk Štybar     | Česko              | Ouick-Step Floors | 0    |
| —   | Roman Kreuziger   | Česko              | Orica-Scott       | 0    |
| —   | Ondřej Cink       | Česko              | Bahrain Merida    | 0    |

### Nejlepší mladý jezdec

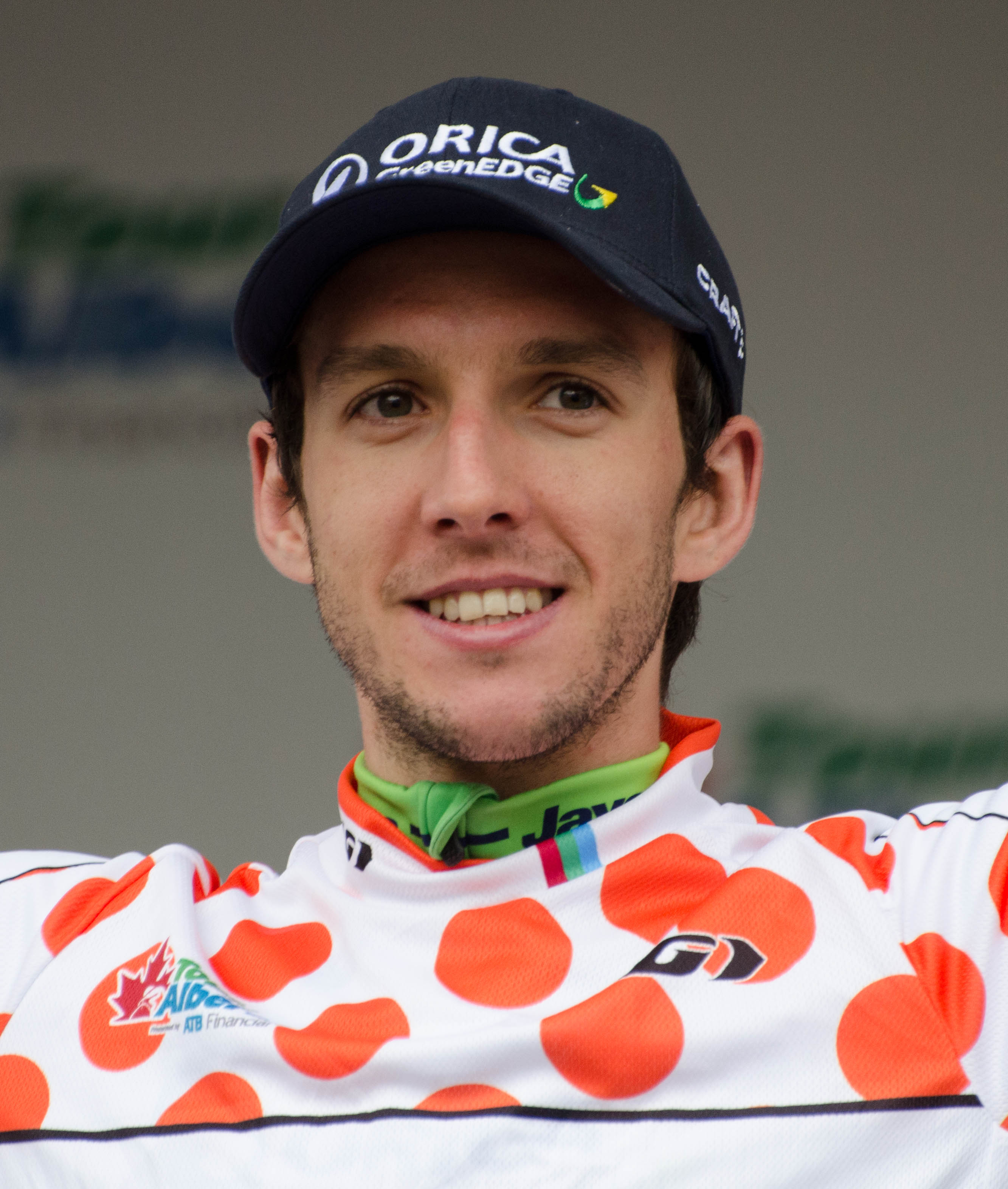
Simon Yates, nejlepší mladý jezdec

| #   | Jméno                    | Nár.               | Stáj           | Čas         |
| --- | ------------------------ | ------------------ | -------------- | ----------- |
| 1.  | Simon Yates              | Spojené království | Orica-Scott    | 42h 29' 30" |
| 2.  | Louis Meintjes           | Jižní Afrika       | UAE            | + 2' 58"    |
| 3.  | Pierre-Roger Latour      | Francie            | AG2R           | + 3' 28"    |
| 4.  | Emanuel Buchmann         | Německo            | Bora-Hansgrohe | + 6' 44"    |
| 5.  | Guillaume Martin         | Francie            | Wanty          | + 13' 21"   |
| 6.  | Tiesj Benoot             | Belgie             | Lotto Soudal   | + 16' 42"   |
| 7.  | Lilian Calmejane         | Francie            | Direct Energie | + 32' 49"   |
| 8.  | Michael Valgren Andersen | Norsko             | Astana         | + 41' 53"   |
| 9.  | Alexej Lucenko           | Kazachstán         | Astana         | + 47' 42"   |
| 10. | Jay McCarthy             | Austrálie          | Bora-Hansgrohe | + 52' 17"   |

### Nejlepší tým
| #   | Stáj              | Čas          | Česko     |
| --- | ----------------- | ------------ | --------- |
| 1.  | Team Sky          | 127h 28' 25" |           |
| 2.  | AG2R              | + 7' 12"     |           |
| 3.  | Astana            | + 26' 17"    |           |
|     |                   |              |           |
| 7.  | Orica-Scott       | + 45' 57"    | Kreuziger |
| 13. | Quick-Step Floors | + 1h 21' 30" | Štybar    |
| 19. | Bahrain Merida    | + 2h 05' 17" | Cink      |

### Bojovník etapy

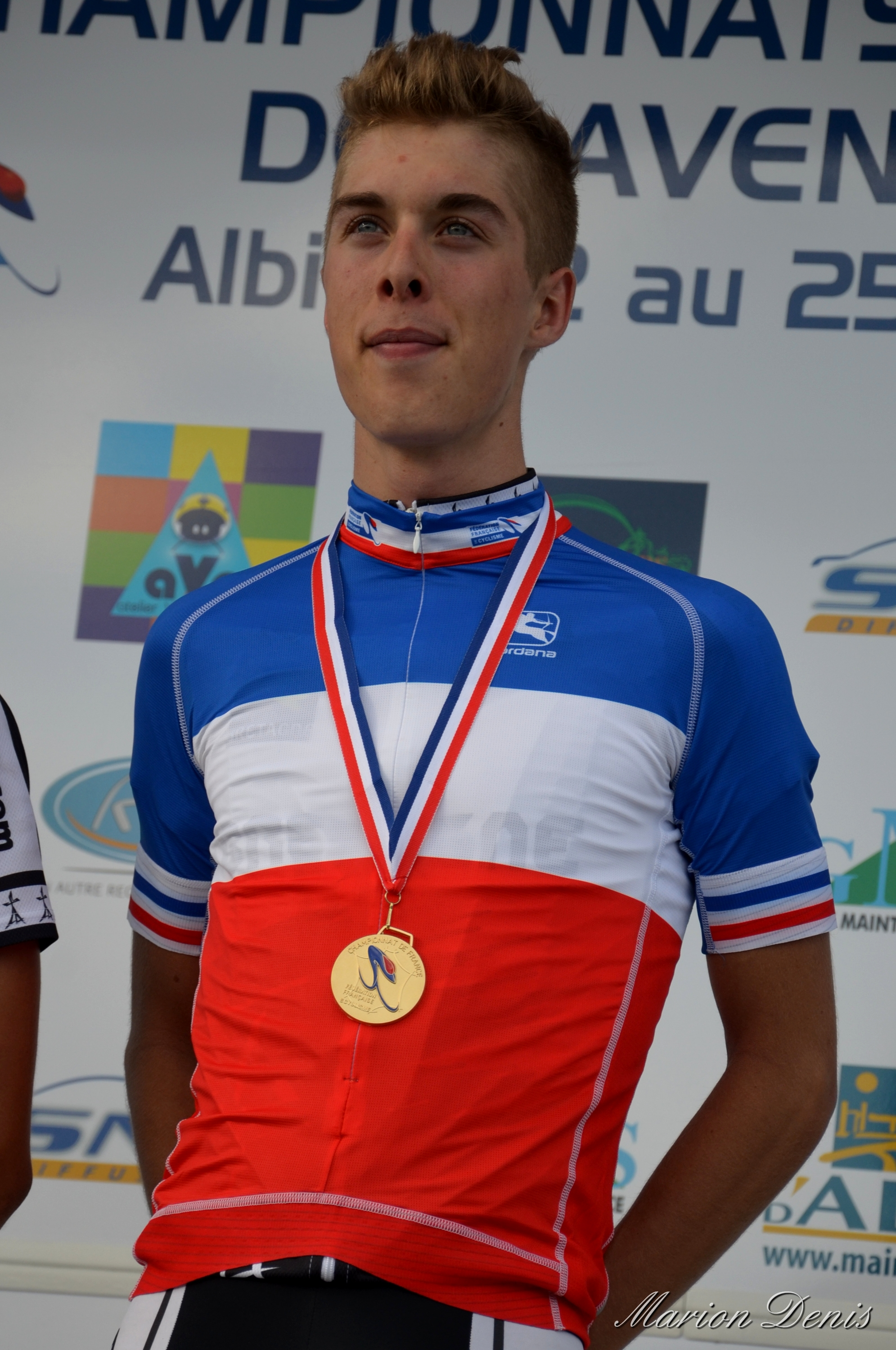
Elie Gesbert, bojovník etapy

| Jméno        | Nár.    | Stáj            |
| ------------ | ------- | --------------- |
| Elie Gesbert | Francie | Fortuneo-Oscaro |